# Surgir (Dufourt)

Surgir est une œuvre pour orchestre composée par Hugues Dufourt en 1984.

## Histoire
Surgir est composé en 1984. La partition est dédiée à Pierre Boulez. Le compositeur déclarait à l'époque de la composition de Surgir : « L'orchestre me paraît être encore un instrument sous-exploité et en retard sur ses possibilités ». Cette œuvre vise renouveler l'emploi de l'orchestre et à élargir sa liberté.
L'œuvre est créée le 13 février 1985, par l'Orchestre de Paris. 
Cette première est l'occasion d'un scandale de la part d'une partie du public. Le compositeur a décrit ces réactions : « J'ai vu des dames, en grand décolleté, en robe du soir et collier de perles ainsi que des messieurs très distingués crier en mettant leurs mains en porte-voix : « Salaud ! ». Cet affrontement, je le traduirais par un affrontement social et politique : le message que délivrait l'œuvre était parfaitement perçu, et on n'en voulait pas. » La carrière du compositeur a souffert de ce rejet violent : « C'était fini. Plus de commandes, plus de coups de téléphone, on me tournait le dos. J'ai survécu grâce à des commandes privées, notamment du Festival d'Automne, mais aussi de Radio France. Depuis 1995, je ne vis que de commandes internationales, notamment allemandes. Finalement je suis devenu, grâce à ces vicissitudes françaises, un musicien international. »

## Effectif
1. Quatre flûtes, quatre hautbois, trois clarinettes, une clarinette basse, quatre bassons, quatre cors, quatre trompettes, quatre trombones, un tuba contrebasse, cinq percussionnistes, timbales, deux harpes, seize violons, 14 violons II, douze altos, dix violoncelles, quatre contrebasses, quatre contrebasses à 5 cordes.

## Analyse
Le musicologue Martin Kaltenecker analyse ainsi cette œuvre :

« Dans Surgir (1984), l’orchestre est censé former en lui-même un milieu cohérent, un domaine ou une matière avec leurs lois propres, et non pas revêtir ou traduire des structures élaborées en dehors de lui, selon d’autres principes. […] L’effectif (de 97 musiciens) comprend également cinq percussions, dont la présence constante, souvent par trames, roulements, tremblements, tapis sonores, va faire remonter de façon inhabituelle la part bruitiste ou « inharmonique » de la sonorité globale, mais aussi jouer d’une valeur symbolique (non seulement acoustique). Comme l’exposent en effet les douze premières minutes de l’œuvre, une montée progressive de l’intensité, la percussion semble cerner l’orchestre, qui paraît guetté, inquiété, quasiment assiégé. »

## Discographie
- Saturne - Surgir, par l'Orchestre de Paris sous la direction de Claude Bardon, 1985, Accord – 465 714-2.
- Le Cyprès blanc - Surgir, par l'Orchestre philharmonique du Luxembourg sous la direction de Pierre-André Valade, 2007, Timpani– 1C1112.